# Bhang

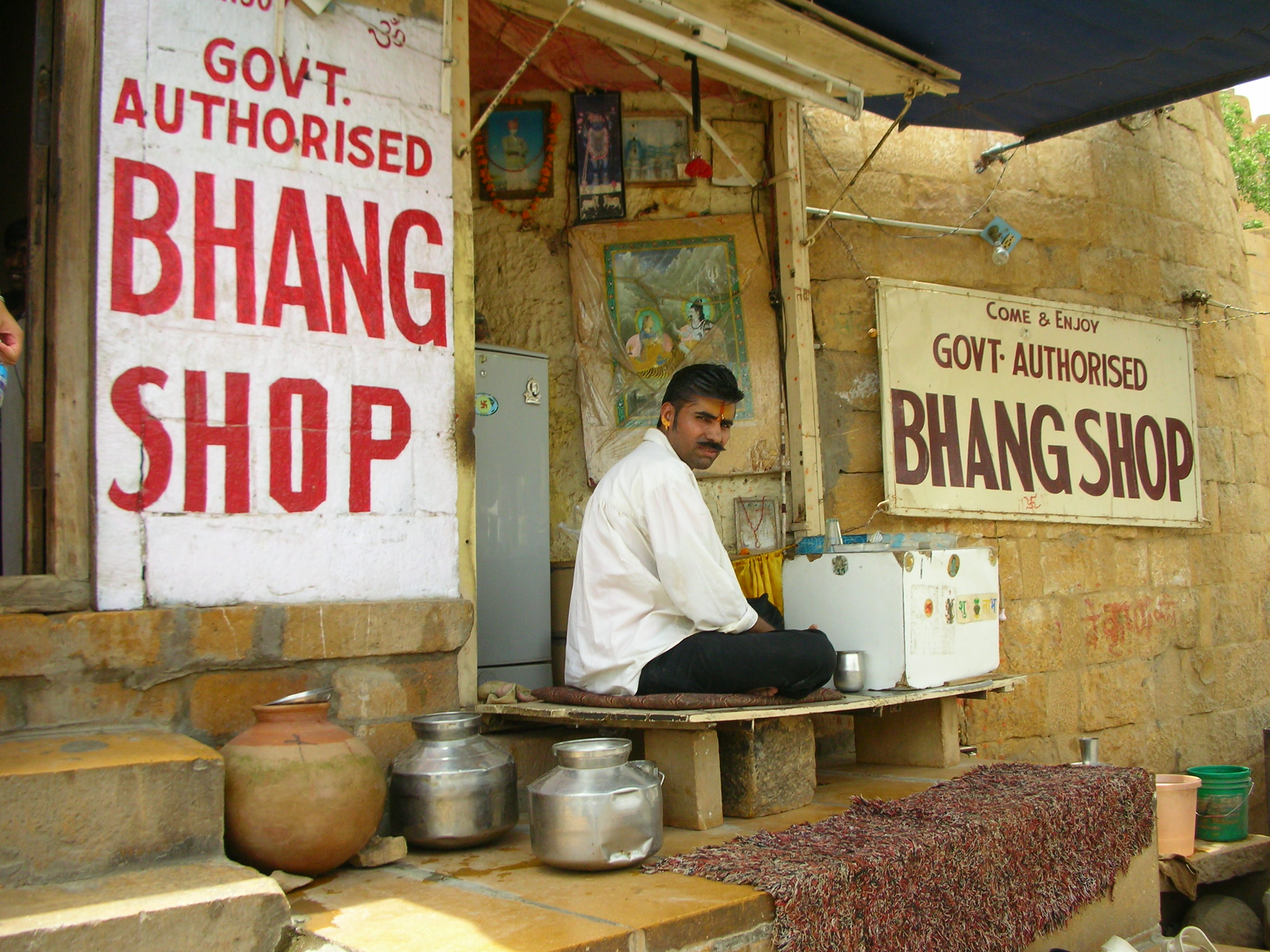
Uma loja de bhang em Jaisalmer, Rajasthan.

Bhang é conhecido na Índia como a decocção das folhas secas e inflorescências de plantas com efeitos narcóticos. Tem potência equivalente à maconha.